# Hans Zeisel

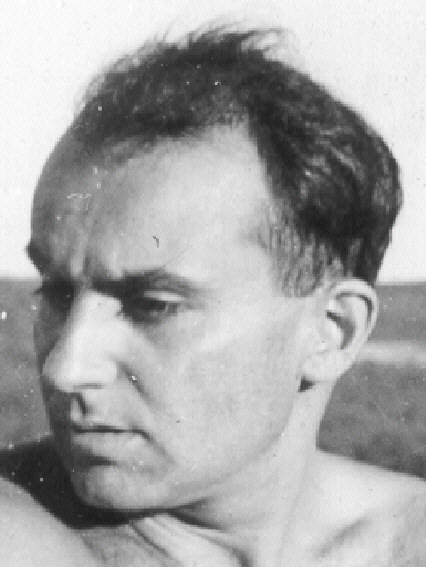
Hans Zeisel

Hans Zeisel (ursprünglich Hans Zeisl; * 1. Dezember 1905 in Kaaden, Österreich-Ungarn; † 7. März 1992 in Chicago) war ein österreichisch-amerikanischer Rechtswissenschaftler und Statistiker.

## Leben
Hans Zeisel wurde in Kaaden als Sohn des Rechtsanwalts Otto Zeisl (1875–1940) und dessen Ehefrau Elsa geb. Frank (1881–1975) geboren. Die Familie übersiedelte im Folgejahr nach Wien, wo der Vater eine Rechtsanwaltskanzlei eröffnete. Zeisel studierte Rechts- und Staatswissenschaften an der Universität Wien. Im Jahr 1927 promovierte er in Rechtswissenschaften und war von 1930 bis 1932 Mitarbeiter an der Wirtschaftspsychologischen Forschungsstelle in Wien, wo er an der Marienthalstudie beteiligt war. 1938 heiratete er die ungarische Keramikdesignerin Eva Striker und emigrierte mit ihr in die USA. Von 1940 bis 1943 arbeitete er für das Kriegsministerium der Vereinigten Staaten in Washington. 1943 wurde er Lehrbeauftragter für Ökonomie und Statistik an der Universität New York und von 1951 bis 1953 an der Columbia-Universität. Von 1953 bis 1992 war er Professor für Statistik, Recht und Soziologie an der University of Chicago.

## Auszeichnungen
- 1981: Großes Goldenes Ehrenzeichen für Verdienste um die Republik Österreich[1]
- 1985: Wahl zum Mitglied American Academy of Arts and Sciences

## Schriften (Auswahl)
- Say It with Figures, with an introduction by Paul F. Lazarsfeld, Harper & Row, New York 1947